# ويلي ونكا
ويلي ونكا هو شخصية خيالية ظهرت في رواية الأطفال تشارلي ومصنع الشوكولاتة للكاتب البريطاني روالد دال عام 1964 وتكملة لها عام 1972 تشارلي ومصعد الزجاج العظيم.يوصف بأنه مالك غريب الأطوار لمصنع شوكولاتة ونكا.